# Marina Alabau Neira
Marina Alabau Neira (Sevilla, Espanya 1985) és una regatista andalusa, guanyadora d'una medalla olímpica d'or als Jocs Olímpics de Londres 2012.

## Biografia
Va néixer el 31 d'agost de 1985 a la ciutat de Sevilla, capital d'Andalusia.

## Carrera esportiva
Membre del Club Natació de Sevilla, va començar competint en la classe Mistral i actualment competeix en la classe RS:X.
Va participar, als 22 anys, en els Jocs Olímpics d'Estiu 2008 realitzats a Pequín (República Popular de la Xina), on era una de les favorites per a l'or olímpic, tot i que finalment acabà en quarta posició en la classe RS:X. Als Jocs Olímpics d'Estiu de 2012 celebrats a Londres (Regne Unit) guanyà la medalla d'or en aquesta mateixa disciplina de surf de vela.
Al llarg de la seva carrera ha aconseguit guanyar cinc medalles en el Campionat d'Europa de vela, totes elles d'or, i quatre medalles al Campionat del Món de vela, una d'elles d'or.